# 高知市立市民病院
高知市立市民病院（こうちしりつしみんびょういん）は、かつて高知県高知市に存在した医療機関。
民間病院との競合により経営が悪化し、同様の問題を抱えていた高知県立中央病院と民間資金を入れる形で統合することとなり、高知県・高知市病院組合が運営する高知医療センターに代替される形で2005年3月に廃止された 。跡地には総合あんしんセンターが設立された。

## 所在地
- 高知県高知市丸ノ内一丁目7番45号

## 沿革
- 1893年（明治26年）-高知市立伝染病隔離病舎（30床）として潮江村に設立
- 1898年（明治31年）-高知市西弘小路5番地（現丸ノ内一丁目7番45号）に移転。高知市立伝染病院に改称。
- 1925年(大正14年)-高知市立城西病院と改称
- 1949年(昭和24年)8月-高知市立厚生病院と改称
- 1950年(昭和25年)9月-高知市立市民病院と改称
- 1956年(昭和31年)3月-市立潮江市民病院開院
- 1957年(昭和32年)6月-伝染病科を分離して市立伝染病院とする。
- 1960年(昭和35年)3月-市立伝染病院を廃止して市民病院に併設し、隔離病舎とする。
- 1961年(昭和36年)7月10日-病舎改築起工式
- 1962年（昭和37年）11月：病棟改築落成式。鉄筋コンクリート6階建塔屋2階付、建築面積1,490m2、延床面積 5,310m2。
- 1963年(昭和38年)7月-総合病院の認可を受ける。
- 1969年(昭和44年)7月-市立潮江市民病院を統合する。
- 1985年(昭和60年)3月-看護婦宿舎及び院内保育所新築。
- 1988年(昭和63年)7月-高知市医師会と医療機器の共同利用についての覚書を締結。
- 1994年(平成6年)9月-「高知県立中央病院・高知市立市民病院統合検討委員会」発足
- 1996年(平成8年)4月-「高知県立中央病院・高知市立市民病院統合問題合同検討チーム」発足
- 2004年(平成16年)4月1日-高知県・高知市病院組合立高知市民病院と名称を変更。
- 2005年(平成17年)2月13日-高知医療センター開院式。
- 2005年(平成17年)2月26日-高知医療センターへ患者移送。高知医療センター開設。
- 2005年（平成17年）3月：廃止
- 跡地には高知市総合あんしんセンター(高知市消防局・高知市保健所)が建てられた。